# Военный институт железнодорожных войск и военных сообщений

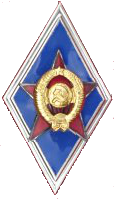
Нагрудный знак для лиц, окончивших высшие военно-учебные заведения Вооружённых Сил СССР — высших военных училищ и военных институтов.

Военный институт (железнодорожных войск и военных сообщений) Военной академии материально-технического обеспечения имени генерала армии А.В. Хрулёва — высшее военно-учебное заведение, основанное 17 июля 1918 года, осуществляющее подготовку специалистов железнодорожных войск и органов военных сообщений.
День годового праздника — 17 июля.

## История

### Советский период
Приказом главного комиссара Военно-учебных заведений Российской Республики № 140 от 17 июля 1918 года в городе Торжок Тверской губернии были учреждены Первые Советские инструкторские военно-железнодорожные курсы. Приказом РВСР № 107028 от 28 апреля 1922 года Военно-железнодорожная школа созданная на базе курсов была переведена в Петроград.
В 1924 года школа стала именоваться — Ленинградская военно-железнодорожная школа для подготовки командного состава. В 1925 году школа была переименована в Ленинградскую школу военных сообщений. Приказом РВСР № 39 от 12 января 1926 года «за достигнутые успехи в боевой и политической подготовке» Ленинградской школе военных сообщений было присвоено имя М. В. Фрунзе. Приказом Народного комиссариата обороны Союза ССР № 36 от 16 марта 1937 года Ленинградская школа военных сообщений была переименована в Ленинградское Краснознамённое училище военных сообщений имени М. В. Фрунзе.
С 1941 года в период начала Великой Отечественной войны 1941 года Ленинградское Краснознамённое училище военных сообщений имени М. В. Фрунзе было передислоцировано в город Шарья Горьковской области, в 1943 году было переведено в город Ярославль. После войны училище вновь было передислоцировано в Ленинград.
27 июня 1969 года Постановлением Совета Министров СССР Ленинградское Краснознамённое училище военных сообщений имени М. В. Фрунзе было преобразовано в Ленинградское высшее ордена Ленина Краснознаменное командное училище железнодорожных войск и военных сообщений имени М. В. Фрунзе.

26 июня 1974 года в Ленинграде на плацу № 1 училища состоялся торжественный выпуск. Впервые в истории училища его выпускникам вручили дипломы о высшем военно-специальном образовании и нагрудные знаки об окончании высшего военно-учебного заведения.— Глава седьмая. Подготовка командных и инженерно-технических кадров для Железнодорожных войск в условиях развития и совершенствования системы профессионального образования (1945 — 1991 годов) // Железнодорожные войска России. Книга 4: В период мирного строительства: 1945–1991 / Под ред. Г. И. Когатько. — М.: ООО «Русь-Стиль XXI век», 2002. — 352 с. — 5000 экз.
Часть факультетов располагалась на набережной реки Мойки, а часть в Петергофе.

### Постсоветский и новейший период
23 октября 1993 года Постановлением Правительства Российской Федерации № 1072  на базе Ленинградского высшего ордена Ленина Краснознаменное командного училища железнодорожных войск и военных сообщений имени М. В. Фрунзе был создан Военно-транспортный институт железнодорожных войск и военных сообщений.
22 октября 1997 года Постановлением Правительства Российской Федерации № 1342 на базе Военно-транспортного института железнодорожных войск и военных сообщений был создан Военно-транспортный университет железнодорожных войск. В 2001 году в структуре университета был создан факультет подготовки руководящих кадров железнодорожных войск.
Постановлением Правительства Российской Федерации №1951-р от 24 декабря 2008 года Военно-транспортный университет железнодорожных войск в качестве отдельной структуры начал входить в  Военную академию тыла и транспорта имени А. В. Хрулева. В 2009 году Военно-транспортный университет был переименован в Военно-транспортный институт и стал филиалом Военной академии тыла и транспорта.
15 марта 2012 года Военно-транспортный институт был переименован в Военный институт железнодорожных войск и военных сообщений.
За почти 100-летнее существование Военного института железнодорожных войск и военных сообщений было подготовлено около сорока тысяч офицеров, из них двадцать три тысячи специалистов с высшим профессиональным образованием. В составе профессорско-преподавательского состава института более восьмидесяти докторов и кандидатов наук, три заслуженных деятеля науки и техники, четыре заслуженных работников высшей школы, два член-корреспондента и пять академиков отраслевых академиков наук. Среди выпускников института было двадцать пять Героев 
Советского Союза и Героев Социалистического Труда и один Герой Российской Федерации.

### Наименования
Основной источник:
- 1917 — Первые Советские инструкторские военно-железнодорожные курсы
- 1922 — Военно-железнодорожная школа
- 1924 — Ленинградская военно-железнодорожная школа для подготовки командного состава
- 1925 — Ленинградская школа военных сообщений
- 1926 — Ленинградская школа военных сообщений имени М. В. Фрунзе
- 1937 — Ленинградское Краснознамённое училище военных сообщений имени М. В. Фрунзе
- 1969 — Ленинградское высшее ордена Ленина Краснознаменное командное училище железнодорожных войск и военных сообщений имени М. В. Фрунзе
- 1993 — Военно-транспортный институт железнодорожных войск и военных сообщений
- 1997 — Военно-транспортный университет железнодорожных войск
- 2008 — Военно-транспортный институт железнодорожных войск ВАТТ имени А. В. Хрулева
- 2012 — Военный институт железнодорожных войск и военных сообщений при ВА МТО имени А. В. Хрулева

## Структура
Основной источник:
- Управление:

### Кафедры
- Кафедра военных сообщений
- Кафедра общей тактики и общевоенных дисциплин
- Кафедра восстановления искусственных сооружений на железных дорогах
- Кафедра физической подготовки
- Кафедра иностранных языков
- Кафедра русского языка
- Кафедра общенаучных дисциплин
- Кафедра гуманитарных и социально-экономических дисциплин
- Кафедра общетехнических дисциплин
- Кафедра безопасности военной службы и организации повседневной деятельности
- Кафедра восстановления, проектирования и строительства железных дорог
- Кафедра технического прикрытия и техники железнодорожных войск
- Кафедра восстановление устройств автоматики, телемеханики и связи на железных дорогах

### Факультеты
- Факультет железнодорожных войск
- Факультет военных сообщений
- Факультет переподготовки и повышения квалификации

## Начальники института
Основной источник:
- генерал-майор технических войск Г. П. Гапоненко (1942—1949)
- генерал-майор технических войск В. П. Тиссон (1949—1960)
- генерал-майор технических войск Ф. И. Прибов (1960—1967)
- генерал-майор технических войск П. М. Байдаков (1967—1976)
- генерал-лейтенант В.Г. Омельченко (1990—1999)
- генерал-лейтенант Н.А. Савушкин (1999—2002)
- генерал-лейтенант С.Н. Соловьев (2002—2009)
- генерал-майор И. О. Горяинов (2009—н.в.)

## Награды
Основной источник:
 3 апреля 1921 года
 23 февраля 1930 года
 16 марта 1943 года
 17 марта 1968 года

## Известные выпускники
- Сиразетдинов, Тимур Галлиевич
- Шанцев, Александр Александрович
- Макарцев, Михаил Константинович
- Когатько, Григорий Иосифович
- Косенков, Олег Иванович
- Марчук, Иван Дмитриевич